# La Terrisse
La Terrisse korábbi község Franciaország Okcitánia régiójában, Aveyron megyében. Lakosainak száma 145 fő (2018. január 1.). La Terrisse Alpuech, Cassuéjouls, Graissac, Huparlac, Laguiole és Vitrac-en-Viadène községekkel határos.
2016. január 1-jén öt másik korábbi községgel egyesült és az így létrejött Argences en Aubrac új község része lett.

## Népesség
A település népessége az elmúlt években az alábbi módon változott:
| Lakosok száma | 270  | 272  | 227  | 187  | 170  | 166  | 160  | 152  | 147  | 145  |
|               | 1962 | 1968 | 1982 | 1990 | 1999 | 2008 | 2011 | 2013 | 2017 | 2018 |